# Hiroshi Nagahama
Hiroshi Nagahama (長濱 博史 Nagahama Hiroshi, nacido el 15 de marzo de 1970) es animador y director de animación japonés. Fue graduado en Tokyo Designer Institute (ahora Tokyo Net Wave). Es conocido por dirigir Mushishi.

## Carrera
Hiroshi Nagahama comenzó su carrera en Madhouse Studio como diseñador mecánico en The Cockpit, y también formó parte del equipo de producción de Azuki-chan. Después de dejar Madhouse Studio, trabajó como freelance y trabajó en el diseño conceptual de la serie Shōjo Kakumei Utena. También ha trabajado como escritor de guiones gráficos y director de animación para Sexy Comando Gaiden: ¡Sugoiyo! Masaru-san y Ojarumaru. Nagahama ha estado involucrado en la producción de Doraemon: Nobita y los Windmasters, Pokémon Heroes, Fruits Basket, Kimi ni Todoke y X-Men. Dirigió los aclamados animes de Mushishi, Detroit Metal City, The Flowers of Evil y los videoclips de Hatsune Miku "Downloader" y "Chime".

## Filmografía

### Como director
- Fruits Basket (2001) (episodios 8 y 25)
- Jubei-chan 2: Siberia Yagyuu no Gyakushuu (2004)
- School Rumble (2004) (episodio 3)
- Mushishi(2005)
- Gag Manga Biyori 2 (2006)
- Detroit Metal City (2009)
- The Flowers of Evil (2013)
- Mushishi: Zoku-Shō (2014)
- The Reflection (2017)[4]

## Principales obras participantes

### Animación de TV
- YAWARAH! (Película original)
- Azuki-chan (Imagen original)
- B'TX (Imagen original)
- Shōjo Kakumei Utena (Diseño de concepto, Dibujo ED y Supervisión de dibujo)
- Alice SOS (OP imagen original)
- Cyber Team in Akihabara (imagen original OP)
- Sexy Commando Gaiden: Sugoio! Masaru-san (director)
- Otaru Maru (director, director de dibujo, fotografía original)
- I'm gonna be an angel!
- Monster Rancher (48 historias originales)
- Jubei-chan: The Ninja Girl
- Ima, Soko ni Iru Boku (guion gráfico, director)
- Change Pop Session (6 episodios originales)
- Fruits Basket (OP, director, guion gráfico)
- Atashi'n chi (Director suplementario, director OP, guion gráfico)
- Sister Princess (director, director de dibujo)
- Di Gi Charat Nyo (Producción OP, storyboard)
- Legendz (Concepto de serie)
- School Rumble (director, guion gráfico)
- Gag Manga Biyori (Dirección OP)
- Mushishi (Director, Composición de la serie, guion gráfico, dirección)
- Simoun (concepto de diseño)
- Les Misérables: Shōjo Cosette (OP Storyboard Contest / Director)
- Ōkiku Furikabutte (OP Storyboard Contest / Dirección)
- Kimi Ni Todoke (episodio 22)
- Guilty Crown (ED 2 Storyboard Contest / dirección)
- Natsuiro Kiseki
- Saint Seiya Ω (51 episodios originales)
- Aku no Hana (director)
- The Reflection (director, storyboard)

### OVA
- Record of Lodoss War (verificación de vídeo)
- Devil Hunter Yohko (vídeo)
- Tetsuwan Birdy (imagen original)
- The Cockpit (director de dibujo mecánico)
- Bio Hunter (imagen original)
- JoJo's Bizarre Adventure (storyboard)
- Di Gi Charat (director, actor de voz)
- Majokko Tsukune-chan (director)
- Go! Anpanman (dibujo)
- Hybrid Child (coordinación creativa)
- Detroit Metal City (director)